# Rajčany
Rajčany (hongrois : Rajcsány) est un village de Slovaquie situé dans la région de Nitra.

## Histoire
Première mention écrite du village en 1244.

## Démographie

### Évolution de la population
| Année:               | 1994. | 2004.   | 2014.   | 2024.   |
| -------------------- | ----- | ------- | ------- | ------- |
| Nombre de personnes: | 562   | 574     | 547     | 528     |
| Différence:          |       | +2,13 % | -4,70 % | -3,47 % |

| Année:               | 2023. | 2024. |
| -------------------- | ----- | ----- |
| Nombre de personnes: | 528   | 528   |
| Différence:          |       | +0 %  |